# Frances Power Cobbe
Frances Power Cobbe, född 4 december 1822 i Newbridge Estate i grevskapet Dublin, död 5 april 1904 på Hengwrt nära Dolgellau, var en irländsk feminist.
Cobbe var en ivrig förespråkare får högre utbildning åt kvinnor, arbetarflickors beskydd, antivivisektionism och kvinnlig rösträtt. I talrika artiklar och pamfletter kritiserade hon orättvisorna i lagar skrivna av män för män och riktade uppmärksamheten mot sanna berättelser från kvinnor som utsattes för våldsamma makars grymheter utan juridiskt skydd.